# Al·lanita-(Nd)
L'al·lanita-(Nd) és un mineral de la classe dels silicats, que pertany al grup de l'al·lanita. Va rebre el seu nom l'any 2012 per Radek Škoda1, Jan Cempírek, Jan Filip, Milan Novák1, František Veselovský i Radim Čtvrtlík per la seva relació amb el grup de l'al·lanita i per tenir el neodimi com a element dominant.

## Característiques
L'al·lanita-(Nd) és un element químic de fórmula química {CaNd}{Al₂Fe2+}(Si₂O₇)(SiO₄)O(OH). Va ser aprovada com a espècie vàlida per l'Associació Mineralògica Internacional l'any 2011. Cristal·litza en el sistema monoclínic.
Segons la classificació de Nickel-Strunz, l'al·lanita-(Nd) pertany a «09.B - Estructures de sorosilicats amb grups barrejats de SiO₄ i Si₂O₇; cations en coordinació octaèdrica [6] i major coordinació» juntament amb els següents minerals: al·lanita-(Ce), al·lanita-(La), al·lanita-(Y), clinozoisita, dissakisita-(Ce), dol·laseïta-(Ce), epidota, epidota-(Pb), khristovita-(Ce), mukhinita, piemontita, piemontita-(Sr), manganiandrosita-(La), tawmawita, manganipiemontita-(Sr), ferrial·lanita-(Ce), clinozoisita-(Sr), manganiandrosita-(Ce), dissakisita-(La), vanadoandrosita-(Ce), uedaïta-(Ce), epidota-(Sr), ferrial·lanita-(La), åskagenita-(Nd), zoisita, macfal·lita, sursassita, julgoldita-(Fe2+), okhotskita, pumpel·lyïta-(Fe2+), pumpel·lyïta-(Fe3+), pumpel·lyïta-(Mg), pumpel·lyïta-(Mn2+), shuiskita, julgoldita-(Fe3+), pumpel·lyïta-(Al), poppiïta, julgoldita-(Mg), ganomalita, rustumita, vesuvianita, wiluïta, manganovesuvianita, fluorvesuvianita, vyuntspakhkita-(Y), del·laïta, gatelita-(Ce) i västmanlandita-(Ce).

## Formació i jaciments
Es troba en pegmatites enriquides amb elements de terres rares lleugeres (Sc, La, Ce, Pr, Nd, Pm, Sm, Eu i Gd) de manera inusualment extrema i amb esgotament dels elements de terres rares pesants (Y, Tb, Dy, Ho, Er, Tm, Yb i Lu). Va ser descoberta a la pedrera Åskagen, al districte de Persberg, a Filipstad (Värmland, Suècia). També ha estat descrita a les pegmatites del mont Ulyn Khuren (Khovd, Mongòlia), a La Cabrera pluton (Madrid, Espanya) i a la mina de feldespat Kingman (Arizona, Estats Units).